# Cotoneaster hissaricus
Cotoneaster hissaricus es una especie de planta del género Cotoneaster, perteneciente a la familia Rosaceae.

## Taxonomía
Cotoneaster hissaricus fue descrita por Antonina Poyárkova en 1954.

## Distribución
Se encuentra en el territorio de Irán hasta Asia Central y el Himalaya occidental.